# Renko
Renko (Zweeds: Rengo) is een voormalige in de Finse provincie Zuid-Finland en in de Finse regio Kanta-Häme. In 2009 werd deze evenals Hauho, Lammi, Kalvola en Tuulos bij de stad Hämeenlinna gevoegd. 
De gemeente had een oppervlakte van 278 km² en telde 2380 inwoners in 2007.